# Massacre de Qibya

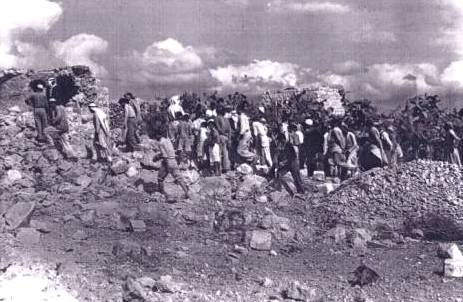
O povo de Qibya e os efeitos da demolição na aldeia

O massacre de Qibya ocorreu na noite entre 14 e 15 de outubro de 1953, quando soldados israelenses sob o comando de Ariel Sharon atacaram o vilarejo de Qibya na Cisjordânia (então sob soberania jordaniana). 69 palestinos foram mortos, muitos deles escondidos em suas casas bombardeadas. 45 casas, uma escola e uma mesquita foram demolidas.
A ação foi condenada pelo Conselho de Segurança da ONU e pelo Departamento de Estado dos EUA, e a ajuda dos EUA a Israel foi temporariamente suspensa.
O IDF chamou de "Operação Shoshana" (hebraico מבצע שושנה, pronuncia-se Mifza'a Shoshana) e foi realizada por duas unidades: a Unidade de Pára-quedistas e a 101ª Unidade de Forças Especiais.

## As razões
Os motivos do massacre se devem a uma operação de infiltração em 12 de outubro de 1953, por infiltrados da Jordânia a um assentamento judaico. Em 14 de outubro, a Comissão de Armistício Israel-Jordânia condenou o crime, e John Glubb, comandante da Legião Árabe, prometeu que os perpetradores seriam presos.
Em 13 de outubro, David Ben-Gurion decidiu com seu governo (que não incluía o ministro das Relações Exteriores Moshe Sharett na época) realizar uma dura operação de retaliação contra a aldeia de Qibya, e foi repassada diretamente ao Departamento de Operações e Execução, e a ordem foi emitida ao Comando do Distrito Militar Central, que emitiu ordens para a Unidade nº 101 Comandada pelo Major Ariel Sharon e Batalhão de Pára-quedistas nº 890, sendo que a ordem constava: 
“Executar demolições e infligir golpes extremos em vidas com o objetivo de expulsar os aldeões de suas casas” (Arquivos do Exército Israelense 644/56/207)(Referência insuficiente)

## Carnificina
Na noite entre 14 e 15 de outubro, a aldeia de Budrus foi bombardeada e algumas células da Unidade 101 dispararam contra as aldeias de Shuqba e Ni'lin, e em Qibya um pequeno punhado da Guarda Nacional foi derrotado e a unidade mudou-se de uma casa para outra em uma operação militar em área civil, na qual bombas foram lançadas por brechas e tiros aleatórios por portas e janelas abertas, e quem tentou fugir foi baleado. Depois disso, os pára-quedistas explodiram 45 casas da aldeia, uma mesquita e a caixa d'água da aldeia. Cerca de 74 civis, a maioria mulheres e crianças, foram mortos e não houve feridos entre o exército israelense.

## Comentário
- O Conselho de Segurança condenou a operação e rejeitou o pedido de Israel para condenar as "operações terroristas árabes".
- Estados Unidos da  América suspenderam o envio de uma grande doação de ajuda estrangeira a Israel.
- Reino Unido enviou armas para fortalecer a Guarda Nacional da Jordânia.
- Em seu relatório ao Conselho de Segurança da ONU em 27 de outubro de 1953, o general Van Peteke, o principal observador da ONU, confirmou que o ataque foi planejado e executado por forças regulares.